# Андреев, Павел Фёдорович
Па́вел Фёдорович Андре́ев (13 июля 1923, Ищейки, Ярославская губерния — 29 августа 1944, Польша) — участник Великой Отечественной войны, полный кавалер ордена Славы. Начальник направления связи 1030-го стрелкового полка 260-й стрелковой дивизии 47-й армии 1-го Белорусского фронта, сержант — на момент представления к награждению орденом Славы 1-й степени.

## Биография
Родился 13 июля 1923 года в деревне Ищейки (ныне — Даниловского района Ярославской области) в крестьянской семье. Русский. Окончил 6 классов. Работал слесарем на Кировском заводе в Ленинграде.
В ноябре 1941 года вместе с заводом был эвакуирован на Урал, в город Челябинск. Работал слесарем в механосборочном цехе № 4 Челябинского тракторного завода. В марте 1943 года был призван в Красную Армию Тракторозаводским райвоенкоматом города Челябинска.
В запасном полку получил специальность связиста и через три месяца был направлен в действующую армию. Участник Великой Отечественной войны с июля 1943 года. Сражался на Белорусском, 2-м и 1-м Белорусском фронтах. Весь боевой путь прошёл в составе 1030-го стрелкового полка 260-й стрелковой дивизии.
Телефонист роты связи красноармеец Павел Андреев в боях с 14 по 21 ноября 1943 года у деревни Старое Село и Золотой Рог Гомельской области Белоруссии под огнём устранил около 70 повреждений на линии связи. Своими действиями он обеспечил командование полка возможностью непрерывно управлять боевыми действиями подразделений. Приказом по 260-й стрелковой дивизии (№ 046/н) от 8 декабря 1943 года красноармеец Андреев Павел Фёдорович награждён орденом Славы 3-й степени (№ 23449).
Начальник направления связи ефрейтор Павел Андреев в бою за город Ковель Волынской области Украины в ночь на 1 апреля 1944 года под огнём ликвидировал семь порывов на линии связи. Затем он в сложной боевой обстановке проложил новую линию связи. Приказом по войскам 47-й армии от 27 апреля 1944 года ефрейтор Андреев Павел Фёдорович награждён орденом Славы 2-й степени (№ 782).
Начальник направления связи сержант Павел Андреев в числе первых 5 июля 1944 года под огнём переправился через реку Турья западнее города Ковель Волынской области Украины и проложил линию связи, обеспечив контакт передовой группы с командованием. 9 июля 1944 года он вместе с пехотинцами преодолел проволочные заграждения перед вражескими траншеями и в числе первых ворвался в расположение противника, увлекая за собой бойцов, что способствовало успеху в атаке. Был представлен к награждению орденом Славы 1-й степени.
29 августа 1944 года старшина Павел Андреев погиб в бою на территории Польши. Был похоронен на окраине деревне Крашев Варшавского воеводства.
Указом Президиума Верховного Совета СССР от 24 марта 1945 года за образцовое выполнение заданий командования в боях с немецко-фашистскими захватчиками сержант Андреев Павел Фёдорович награждён орденом Славы 1-й степени, став полным кавалером ордена Славы.
Имя полного кавалера ордена Славы Андреева Павла Фёдоровича занесено на стелу в саду Победы Тракторозаводского района Челябинска.

## Награды
- Орден Славы 3-й степени (8 декабря 1943)
- Орден Славы 2-й степени (27 апреля 1944)
- Орден Славы 1-й степени (24 марта 1945)